# Hyun Ki-young
Hyeon Ki-yeong (en hangeul : 현기영) est un écrivain sud-coréen né le 16 janvier 1941  sur l'île de Jeju. 

## Biographie
Hyeon Ki-yeong est né sur l'île de Jeju le 16 janvier 1941. Il est diplômé de l'université nationale de Séoul. Il fut directeur général de l'Association des écrivains nationaux en 2000 et président de la Fondation des arts et de la culture en Corée en 2003. Il a également été directeur de la commission d'enquête sur le soulèvement du 3 avril à Jeju ainsi que président de l'Institut de veille sociale de l'île de Jeju. 

## Œuvre
Il est natif de Jeju. L'histoire de cette île à l'époque moderne, en particulier le massacre d'avril 1948 durant lequel les habitants de l'île ont été tués en masse par la police dans le but d'exterminer les sympathisants communistes, lui a inspiré ses meilleures œuvres de fiction. Hyun a commencé sa carrière d'écrivain en 1975 avec la publication de Père (Abeoji), paru dans le journal Dong-a Ilbo. Dès le début de sa carrière, il s'est efforcé de décrire les traumatismes psychologiques des habitants de l'île de Jeju à travers l'histoire.
Il est mieux connu du public occidental pour son histoire L'oncle de Suni (Suni samchon), qui a été publié en 2010 et critiqué pour sa mauvaise traduction en anglais. L'histoire a depuis été retraduite en version bilingue (anglais et coréen). C'est la première histoire écrite sur le massacre de Jeju. Peu de temps après, cette nouvelle est publiée en 1978 dans un recueil de nouvelles, Hyun est alors arrêté et torturé pendant trois jours. Le gouvernement a expliqué que cela était dû à sa participation à une manifestation. Pourtant, après sa libération, il a reçu des menaces et on l'a mis en garde de ne plus jamais écrire sur ce massacre, ce qui était apparemment la véritable raison de son arrestation. 

### Nouvelles
- 아버지 Père (1975)
- 순이삼촌 L'oncle de Suni (1979)
- 아스팔트 Asphalte (1986)

### Romans
- 변방에 우짖는 새 L'oiseau qui chante dans la région frontière (1983)
- 바람 타는 섬 L'île prise aux vents (1986)
- 지상에 숟가락 하나 Une cuillère sur la terre (1999)